# Giga (émission de télévision)
 (août 2024).
La mise en forme du texte ne suit pas les recommandations de Wikipédia : il faut le « wikifier ».
Les points d'amélioration suivants sont les cas les plus fréquents. Le détail des points à revoir est peut-être précisé sur la page de discussion.
- Les titres sont pré-formatés par le logiciel. Ils ne sont ni en capitales, ni en gras.
- Le texte ne doit pas être écrit en capitales (les noms de famille non plus), ni en gras, ni en italique, ni en « petit »…
- Le gras n'est utilisé que pour surligner le titre de l'article dans l'introduction, une seule fois.
- L'italique est rarement utilisé : mots en langue étrangère, titres d'œuvres, noms de bateaux, etc.
- Les citations ne sont pas en italique mais en corps de texte normal. Elles sont entourées par des guillemets français : « et ».
- Les listes à puces sont à éviter, des paragraphes rédigés étant largement préférés. Les tableaux sont à réserver à la présentation de données structurées (résultats, etc.).
- Les appels de note de bas de page (petits chiffres en exposant, introduits par l'outil «  Source ») sont à placer entre la fin de phrase et le point final[comme ça].
- Les liens internes (vers d'autres articles de Wikipédia) sont à choisir avec parcimonie. Créez des liens vers des articles approfondissant le sujet. Les termes génériques sans rapport avec le sujet sont à éviter, ainsi que les répétitions de liens vers un même terme.
- Les liens externes sont à placer uniquement dans une section « Liens externes », à la fin de l'article. Ces liens sont à choisir avec parcimonie suivant les règles définies. Si un lien sert de source à l'article, son insertion dans le texte est à faire par les notes de bas de page.
- La présentation des références doit suivre les conventions bibliographiques. Il est recommandé d'utiliser les modèles {{Ouvrage}}, {{Chapitre}}, {{Article}}, {{Lien web}} et/ou {{Bibliographie}}. Le mode d'édition visuel peut mettre en forme automatiquement les références.
- Insérer une infobox (cadre d'informations à droite) n'est pas obligatoire pour parachever la mise en page.

Pour une aide détaillée, merci de consulter Aide:Wikification.
Si vous pensez que ces points ont été résolus, vous pouvez retirer ce bandeau et améliorer la mise en forme d'un autre article.
Pour les articles homonymes, voir Giga (homonymie).
Giga est une émission pour la jeunesse produite et présentée en voix-off par Jean-François Bouquet ; puis en plateau par Manuel Gélin et Clémentine Cartier. Elle est diffusée du lundi au vendredi vers 17 heures du 19 février 1990 au 23 juin 1995 sur Antenne 2, puis France 2.

## Historique
Dès son arrivée à la direction des programmes jeunesse d'Antenne 2 début 1990, Marie-France Brière décide de remplacer Graffitis 5-15 par une nouvelle émission destinée aux adolescents. Elle propose une contre-programmation  composée de feuilletons pour la jeunesse, sans animateur à l'écran, et sans dessin-animé, mais capable de détourner les ados du Club Dorothée. Elle fait appel à Jean-François Bouquet pour concevoir et produire cette émission, avec qui elle avait travaillé sur La Cinq pour le magazine musical Perfecto. Giga en reprend l'esprit en s'adressant particulièrement aux adolescents.

## Concept
Le programme est présenté pendant trois ans en voix-off par Jean-François Bouquet, alternant des fictions et des reportages sur les centres d'intérêt de cette jeunesse comme la musique, le cinéma, les jeux vidéos, l'informatique, les livres, la bande dessinée, la vidéo, la mode, les spectacles, la nature et l'environnement, les sports, l'aventure et la société.

## Le nouveauGiga
À la suite de mauvaises audiences, le jeu Score à battre diffusé après Giga s'arrête. France 2 se retrouve en panne de concept. La chaîne décide alors de rallonger l'émission pour adolescents d'une demi-heure.
À partir du 1er mars 1993, Giga se dote de deux présentateurs, Manuel Gélin et Clémentine Cartier, qui présentent l'émission en public dans un décor de cafétéria des années 1950 qui n'est pas sans rappeler Happy Days. Elle devient aussi interactive en donnant la parole aux jeunes téléspectateurs, qui peuvent poser des questions par téléphone au "Docteur Giga", alias Thierry Joly, pédiatre,. Cette nouvelle formule marque le retour de Happy Days avec les 86 premiers épisodes du 1er mars 1993 au 3 septembre 1993. Elle permet aussi de préparer l'arrivée de la série Seconde B auprès des téléspectateurs,.

## Babylone, l'autreGiga
Numa Roda-Gil, collaborateur de Jean-François Bouquet part sur La Cinq pour créer et présenter Babylone diffusée dans Youpi ! L'école est finie du 4 avril 1991 au 3 juillet 1991 sur La Cinq. Un magazine jeunesse centré sur les films, les mangas et les goodies, dans le même esprit que Giga.

## Séries
Séries françaises
- Les deux font la loi coproduction avec le Canada
- Salut les copains
- Goal
- Le Lycée alpin
- Seconde B
- L'Annexe

 Séries canadiennes
- Les Années collège
- Les Premières Fois

 Séries australiennes
- Les Twist

 Séries américaines
- Alf
- Throb[12]
- Sauvés par le gong
- Quoi De Neuf Docteur ?
- Sois prof et tais-toi!
- Délire et des larmes
- La Fête à la maison
- Larry et Balki
- Un toit pour dix
- Le Prince de Bel-Air
- Major Dad
- La Famille Jackson
- Génération musique
- Zorro
- Happy Days
- MacGyver (quelques épisodes seulement)
- TV 101
- Promo 96
- Matt Houston (quelques épisodes seulement)
- Cooper et nous

Emissions
- Le hit NRJ sur A2[13],[14]

## Les inédits qu'on aurait dû voir dans «Giga»
Après la fin de l'émission, France 2 a continué à diffuser dans la même case, des séries achetées des mois auparavant ou coproduites. Les sitcoms non bouclées se poursuivront sur la chaîne.
Par la suite, d'autres fictions dans la même veine de celles programmées depuis 1990 seront également diffusées.
- Sauvés par le gong : Les Années lycée
- Sauvés par le gong : La Nouvelle Classe
- Chez Boogie's
- Code Lisa
- C'est cool
- Kirk
- La Vie de famille
- Hartley, cœurs à vif